# Base de la Fuerza Aérea Larson
La Base de la Fuerza Aérea Larson, en inglés: Larson Air Force Base, fue un aeropuerto militar situado 8 km al norte del distrito financiero de Moses Lake, en el Condado de Grant, Washington. Después de su cierre, el aeropuerto fue usado como Aeropuerto Internacional de Grant County.